# Víctor Hugo Dávila
Víctor Hugo Dávila Mazzini (Lima, 28 de febrero de 1978) es un periodista, presentador de televisión y  reportero peruano.  
Alcanzó a la popularidad por haber participado en el magacín matutino Hola Perú de TV Perú y en los programas conducidos por el actor y presentador Aldo Miyashiro. 

## Biografía

### Primeros años
Nació el 28 de febrero de 1978 en Lima, bajo el nombre completo de Víctor Hugo Dávila Mazzini, proveniente de una familia de raíces ancashinas. Tras concluir la secundaria, postuló a la Fuerza Aérea del Perú, en la cuál no ingresaría. Al poco tiempo, se incursionó como futbolista, formándose en la división de menores del Sporting Cristal.

### Trayectoria
Gracias a la intervención de su tío, el locutor deportivo Toño Vargas, Dávila apuesta por el periodismo, haciendo su debut de manera profesional en la emisora estatal Radio Nacional como periodista deportivo en los años 1990.
Debido a su desempeño en la radio, se incursiona en la televisión peruana, incorporándose al reparto central del programa deportivo Teledeportes de Panamericana Televisión, desempeñándose como reportero, volviendo al programa recurrentemente en 2013, para los reportajes de los partidos de la Segunda División Peruana. Seguidamente, asume la dirección del mismo formato Tiempo récord.
Durante el periodo 2001-2011, conformó el elenco del magacín Hola Perú de TV Perú junto a Lorena Caravedo y Nicolasa, manteniéndose en el rol de reportero. En el año 2012, se incorpora al elenco principal del late show peruano Enemigos públicos de Panamericana Televisión, conformando junto a Aldo Miyashiro y Sandra Vergara en el reparto, donde ganaría notoriedad por los reportajes grabados en las calles de Lima y comenzaría a utilizar el apelativo del «Reportero del Pueblo», manteniéndose por cuatro temporadas consecutivas hasta el año 2013. Volvió a la televisión peruana para los siguientes programas del formato: La batería del Chino (2015-2016) y La banda del Chino (2018-2024), desempeñándose como reportero y recurrentemente, presentador interino.
Tras la separación de Enemigos públicos, en el año 2013 fue anunciado como participante del reality de baile El gran show de América Televisión, donde alcanzó ingresar a la gran final, ocupando el segundo lugar de la competencia, siendo superado por la actriz Emilia Drago.
En el año 2016, continuó en el canal Panamericana, asumiendo la conducción del magacín matutino Combinado junto a la actriz y exmodelo Adriana Quevedo, manteniéndose hasta el año siguiente.
En el año 2025 fue productor general del programa televisivo Ocho locos de América Televisión por un breve tiempo. En ese año, es participante del programa culinario El gran chef famosos de Latina Televisión en la temporada Extremo, compitiendo contra otras personalidades del medio local.

## Controversias

### Separación deEnemigos públicos
En el año 2013, Dávila fue separado del programa Enemigos públicos producto del escándalo comprometedor con la reportera y compañera del espacio Paola Ordoñez. Por otro lado, el presentador Aldo Miyashiro afirmó que el programa va a continuar sin su presencia hasta la cancelación en 2014.

### Denuncia de Daniela Cilloniz
En el año 2025, Dávila fue denunciado por el delito de acoso sexual por su excompañera de trabajo Daniela Cilloniz, reportera y personalidad de televisión, durante las grabaciones de Enemigos públicos a inicios de los 2010.
Dávila afirmó sobre sus acusaciones, que sacaría las pruebas a su favor y el rechazo de la denuncia en su contra.

## Créditos

### Radio
- Nacional deportes (Radio Nacional del Perú; 1990s), reportero y locutor.

### Televisión
- Teledeportes (Panamericana Televisión; 1990s, 2013), reportero.
- Tiempo récord (1999-2000), reportero.
- Hola Perú (TV Perú; 2001-2011), reportero y copresentador.
- Enemigos públicos (Panamericana Televisión; 2012-2013), reportero y presentador interino.
- El gran show (América Televisión; 2013), participante.
- La batería del Chino (Panamericana Televisión; 2015-2016), reportero y presentador interino.
- Combinado (Panamericana Televisión; 2016-2017), copresentador.
- La banda del Chino (América Televisión; 2018-2024), reportero y presentador interino.
- Ocho locos (América Televisión; 2025), productor general.
- El gran chef famosos (Latina Televisión; 2025), participante.
- ¡Habla, Chino! (Willax Televisión; desde 2025), reportero.